# NGC 7608
NGC 7608 is een spiraalvormig sterrenstelsel in het sterrenbeeld Pegasus. Het hemelobject werd op 25 november 1864 ontdekt door de Duitse astronoom Albert Marth.

## Synoniemen
- UGC 12500
- MCG 1-59-44
- ZWG 406.62
- PGC 71055